# Louis Roederer (1845-1880)
 (avril 2025).
Pour les articles homonymes, voir Roederer.
Louis Roederer II, né le 5 avril 1845 à Reims (Marne) et décédé le 27 juillet 1880 à Reims, est un homme politique français et dirigeant de la maison de Champagne Louis Roederer.

## Biographie
Louis Roederer naît le 5 avril 1845 à Reims. Il est le fils du négociant, Louis Roederer (1809-1870). 
Louis Roederer fait la campagne de l’armée du Nord comme Garde nationale mobile, puis est capitaine au 46e régiment d'infanterie territoriale.
Fils de Louis Roederer, il prend la direction de la maison de champagne familiale au décès de son père en 1870. 
Il est élu en 1877 député de la 2e circonscription de Reims, où il fonde une bibliothèque, et siège à droite, mais il est invalidé et battu à l'élection partielle en 1878.
Il meurt célibataire en 1880, à l'âge de 34 ans, et c'est sa sœur Léonie qui reprend les rênes de la maison de Champagne.